# سارة السيد
سارة بنت عبدالرحمن السيد، هي وكيلة وزارة الخارجية السعودية لشؤون الدبلوماسية العامة، منذ 22 من يناير عام  2023، وتعد أول سعودية تشغل هذا المنصب.

## مسيرتها المهنية
شغلت سارة السيد، الحاصلة على شهادة البكالوريوس في إدارة النظم الصحية من جامعة جورج ماسون الأمريكية، منصب وكيل مساعد في وزارة الصحة السعودية للتعاون الدولي بين عامي 2019، 2022، بعد أن عملت مديرة عامة للتعاون الدولي في الوزارة بين عامي 2017 و2019. كما شغلت منصب المدير الإقليمي في مستشفى هيوستن ميثوديست الأمريكي في السعودية بين 2016 و2017، بعد أن عملت في التطوير التنظيمي والتعاون الدولي في مستشفى الملك عبدالله بن عبدالعزيز الجامعي بين عامي 2015 و2016، وكانت تدير قسم مركز الشباب في مؤسسة الملك خالد الخيرية. كما سبق لها العمل في المجال المصرفي والعسكري داخل وخارج السعودية.